# Calliophis haematoetron
Espèce
Calliophis haematoetron est une espèce de serpents de la famille des Elapidae.

## Répartition
Cette espèce est endémique du Sri Lanka. 

## Description
Calliophis haematoetron mesure jusqu'à 414 mm dont environ 30 à 35 mm pour la queue. Son dos est brun roux (terre de Sienne) et présente un collier noir ainsi que des taches ou rayures noires. Sa face ventrale est rouge.

## Étymologie
Son nom d'espèce, du grec ancien αἵματοδης, haematodes, « sanglant », et ἦτρον, etron, « abdomen », lui a été donné en référence à sa livrée.

## Publication originale
- Smith, Manamendra-Arachchi & Somaweera, 2008 : A new species of coralsnake of the genus Calliophis (Squamata: Elapidae) from the Central Province of Sri Lanka. Zootaxa, n. 1847, p. 19–33 (texte intégral).